# Neusticomys
Neusticomys — рід напівводних південноамериканських гризунів родини хом'якових (Cricetidae).

## Опис
Довжина тіла від 10 до 13 сантиметрів, плюс від 9 до 11 см хвіст. Шерсть м'яка. Хоча вони живуть біля річок і струмків, але показують деякі анатомічні особливості, які нагадують наземні види: чітко видні й не заховані в шерсті зовнішні вуха; задні ноги не розширені й не перетинчасті; крім того, обтічна форма тіла менш виражена. Крім цього, гострі різці мають неперевершену адаптацію до комахоїдної дієти.

## Поширення
Тварини цього виду живуть в північній частині Південної Америки, їх діапазон поширення простирається від Колумбії, Еквадору та Перу через Венесуелу до Французькій Гвіани й північної Бразилії.